# Вострел, Вацлав
Вацлав «Васо» Вострел (чеш. и хорв. Vaclav "Vaso" Vostrel; 17 февраля 1904, Павловац — февраль 1942, Клокочак) — югославский хорватский партизан, участник Народно-освободительной войны Югославии, Народный герой Югославии.

## Биография
Родился 17 сентября 1904 в Павловаце близ Грубишно-Поле. Чех по национальности (его отец родом из Чехии). Работал кузнецом, а также занимался земледелием. С 1920 года жил в Купинце. В 1932 году после смерти отца вместе с братьями осел в Чемернице, где продолжил работать в кузнице и поле. Состоял в обществе «Чешская беседа» в Вировитице, там же познакомился впервые с коммунистическим движением. С группой учителей, придерживавшихся левых взглядов, он создал ячейки движения «Сельский круг» в Хаджичеве, Пчеличе, Борове и других городах. С июля 1939 года член Компартии Югославии, в 1940 году основа в Чемернице ячейку Компартии Хорватии.
После разгрома югославской армии в апреле 1941 года Вацлав по совету доктора Павле Грегорича в Купинце встретился с Влатко Мачеком и попытался его уговорить поддержать партизан, но тот отказался (Мачек в итоге остался нейтрален и к партизанам, и к усташам). Летом 1941 года из Вировитицы начали выселять сербов, и Вацлав встал на их защиту. В августе 1941 года его арестовала полиция усташей по обвинению в антигосударственной деятельности, но отпустила после того, как не нашла доказательств против Вострела. После того, как был убит секретарь Вировитицкого котарского комитета Компартии Хорватии, Вацлав занял его место, продолжая помогать партизанам-антифашистам в Славонии и устанавливая связь с различными партизанскими отрядами.
В начале 1942 года Вострел был назначен секретарём Беловарского окружного комитета Компартии Хорватии. В то время разгорелась война между партизанами и усташами: те совершали регулярно диверсии друг против друга. В одном из походов один из хорватских партизан выдал усташам местонахождение Вострела. Те арестовали его в Чемернице 4 февраля 1942 и спустя несколько дней убили в Клокочаке.
20 декабря 1951 указом Президиума Народной Скупщины ФНРЮ Вацлаву Вострелу посмертно присвоили звание Народного героя Югославии.